# دونالد بريس
دونالد بريس (بالإنجليزية: Donald Brace)‏ هو ناشر أمريكي، ولد في 27 ديسمبر 1881، وتوفي في 20 سبتمبر 1955.